# サウリュス・スクヴェルネリス
サウリュス・スクヴェルネリス（Saulius Skvernelis、1970年7月23日 - ）は、リトアニアの政治家。現セイマス議長。同国首相を務めた。日本外務省ではサウリウス・スクバルネリスと訳している。

## 経歴
1970年7月23日、カウナス生まれ。幼いときにマリヤンポレに引っ越した。マリヤンポレの中等学校を卒業した後、ヴィリニュス大学で物理学を学んだ。2005年、ミーコラス・ロメリス大学の修士課程を修了した（法学）。
2014年から2016年までリトアニアの内相を務めた。2016年11月22日、同国首相に就任した。
2019年の大統領選挙に出馬したが、5月12日の第1回目投票では3位にとどまり決選投票には進めず、7月12日付で首相を辞任すると表明。その後再考をほのめかしたが、7月9日になって次期大統領就任式の行われる12日に辞任すると改めて表明した。11月25日、後任の首相にイングリダ・シモニーテ元財務相が就任し退任。
2024年11月14日のセイマス議長選挙で、出席議員のうち賛成107票、反対19票でスクヴェルネリスがセイマス議長に選出された。